# Gerda Szepansky
Gerda Szepansky, geboren als Gerda Lange (* 6. September 1925 in Berlin-Mitte; † 3. August 2004 in Berlin) war eine deutsche Journalistin und Autorin.

## Leben
Nach der Befreiung vom Nationalsozialismus wurde Gerda Szepansky in West-Berlin Lehrerin, bis sie per Strafbescheid aus dem Schuldienst entlassen wurde wegen „aktiver Betätigung im Sinne der SED“.
In der Nachkriegszeit arbeitete Gerda Szepansky auch als Schauspielerin in Kabarett und freien Theatergruppen. Sie leitete den Kulturclub der Gesellschaft für Deutsch-Sowjetische Freundschaft Westberlin und der Majakowski-Galerie. Darüber hinaus war sie auch  Mitglied der Neuen Gesellschaft für Literatur (NGL) und von 1980 bis 1982 in deren Vorstand gewählt worden.
Sie heiratete den ehemaligen Häftling des KZ Sachsenhausen, Wolfgang Szepansky, den sie auf einer Versammlung antifaschistischer Lehrer kennengelernt hatte. Gemeinsam hatten sie vier Kinder.
Gerda Szepansky lebte in Berlin-Mariendorf. Sie ist auf dem Friedhof Mariendorf II in Berlin beerdigt.

## Ehrungen
Gerda Szepansky erhielt 1996 das Bundesverdienstkreuz am Bande. Am 15. Juli 2021 wurde ein Grünzug in Berlin-Mariendorf nach Gerda und Wolfgang Szepansky benannt.

## Schriften (Auswahl)
- Der erste Schritt. Erzählungen. Edition Neue Wege, Berlin 1978, ISBN 3-88348-019-3.
- „Blitzmädel“, „Heldenmutter“, „Kriegerwitwe“. Frauenleben im Zweiten Weltkrieg.[4] Fischer-Taschenbuch-Verl., Frankfurt am Main 1983, ISBN 3-596-23700-9 (weitere Auflagen 1985, 1986, 1987, 1989, 1990, 1991, 1995).
- Frauen leisten Widerstand. 1933 bis 1945. Lebensgeschichten nach Interviews und Dokumenten. Fischer-Taschenbuch-Verl., Frankfurt am Main 1983, ISBN 3-596-23741-6 (weitere Auflagen 1988, 1989, 1994).
- Die stille Emanzipation. Frauen in der DDR. Fischer-Taschenbuch-Verl., Frankfurt am Main 1995, ISBN 3-596-12075-6.
- (Co-Hrsg. und Vorwort von Helga Schwarz) ... und dennoch blühten Blumen. Frauen-KZ Ravensbrück. Dokumente, Berichte, Gedichte und Zeichnungen vom Lageralltag 1939–1945. (PDF; 1,7 MB) Landeszentrale für Politische Bildung, Potsdam 2000, ISBN 3-932502-25-6.
- Lauf schneller, mein Herz, die Zeit bleibt nicht stehen. Erzählungen – Eigendruck im Selbstverlag 2004

## Filme und Literatur
- Meine Geschichte – Der Bombenkrieg 4-teilige Reihe 1. Teil: Gerda Szepansky, Phönix/NDR 2004; Moderation: Jürgen Engert